# Brocas
Brocas là một xã trong tỉnh Landes ở Aquitaine tây nam nước Pháp